# Victor Barnuevo Bendico
Victor Barnuevo Bendico (Roxas City, 22 gennaio 1960) è un arcivescovo cattolico filippino, dal 3 marzo 2023 arcivescovo metropolita di Capiz e dal 16 giugno 2025 amministratore apostolico di Kalibo.

## Biografia

### Formazione e ministero sacerdotale
Dopo aver compiuto gli studi filosofici e teologici presso l'University of Santo Tomas Central Seminary di Manila è stato ordinato presbitero il 14 aprile 1984. Successivamente ha conseguito il dottorato in liturgia sacra presso il Pontificio ateneo Sant'Anselmo di Roma. Ha ricoperto il ruolo di rettore del seminario di Roxas City dal 2000 al 2006.
Il 6 agosto 2011 papa Benedetto XVI gli ha conferito il titolo onorifico di prelato d'onore di Sua Santità.

### Ministero episcopale

Stemma da vescovo

Il 1º ottobre 2016 papa Francesco lo ha nominato vescovo di Baguio. Ha ricevuto l'ordinazione episcopale il 10 gennaio 2017 nella cattedrale di Baguio dall'arcivescovo metropolita di Nueva Segovia Marlo Mendoza Peralta, co-consacranti il vescovo emerito di Baguio Carlito Joaquin Cenzon e l'arcivescovo metropolita di Capiz Jose Fuerte Advincula.
Dal 17 luglio 2017 al 2 agosto 2018 è stato anche amministratore apostolico di San Fernando de La Union.
Nel maggio 2019 ha compiuto la visita ad limina.
All'interno della Conferenza Episcopale delle Filippine presiede la commissione episcopale per la liturgia ed è vicepresidente della commissione per la pastorale carceraria e membro della commissione per i congressi eucaristici internazionali.
In qualità di vicepresidente della commissione pastorale carceraria ha criticato i piani per reintrodurre la pena di morte nelle Filippine.
Il 3 marzo 2023 papa Francesco lo ha promosso arcivescovo metropolita di Capiz; è succeduto a Jose Fuerte Advincula, precedentemente nominato arcivescovo metropolita di Manila. Il 2 maggio seguente ha preso possesso dell'arcidiocesi, mentre Il 29 giugno ha ricevuto il pallio dal Santo Padre durante la cerimonia svoltasi in piazza san Pietro a Roma.
Dal 16 giugno 2025 ricopre anche l'ufficio di amministratore apostolico di Kalibo.

## Genealogia episcopale
La genealogia episcopale è:
- Cardinale Scipione Rebiba
- Cardinale Giulio Antonio Santori
- Cardinale Girolamo Bernerio, O.P.
- Arcivescovo Galeazzo Sanvitale
- Cardinale Ludovico Ludovisi
- Cardinale Luigi Caetani
- Cardinale Ulderico Carpegna
- Cardinale Paluzzo Paluzzi Altieri degli Albertoni
- Papa Benedetto XIII
- Papa Benedetto XIV
- Papa Clemente XIII
- Cardinale Marcantonio Colonna
- Cardinale Giacinto Sigismondo Gerdil, B.
- Cardinale Giulio Maria della Somaglia
- Cardinale Carlo Odescalchi, S.I.
- Cardinale Costantino Patrizi Naro
- Cardinale Lucido Maria Parocchi
- Papa Pio X
- Cardinale Gaetano De Lai
- Cardinale Raffaele Carlo Rossi, O.C.D.
- Cardinale Amleto Giovanni Cicognani
- Arcivescovo Carmine Rocco
- Cardinale Ricardo Jamin Vidal
- Arcivescovo Marlo Mendoza Peralta
- Arcivescovo Victor Barnuevo Bendico